# در اسکات

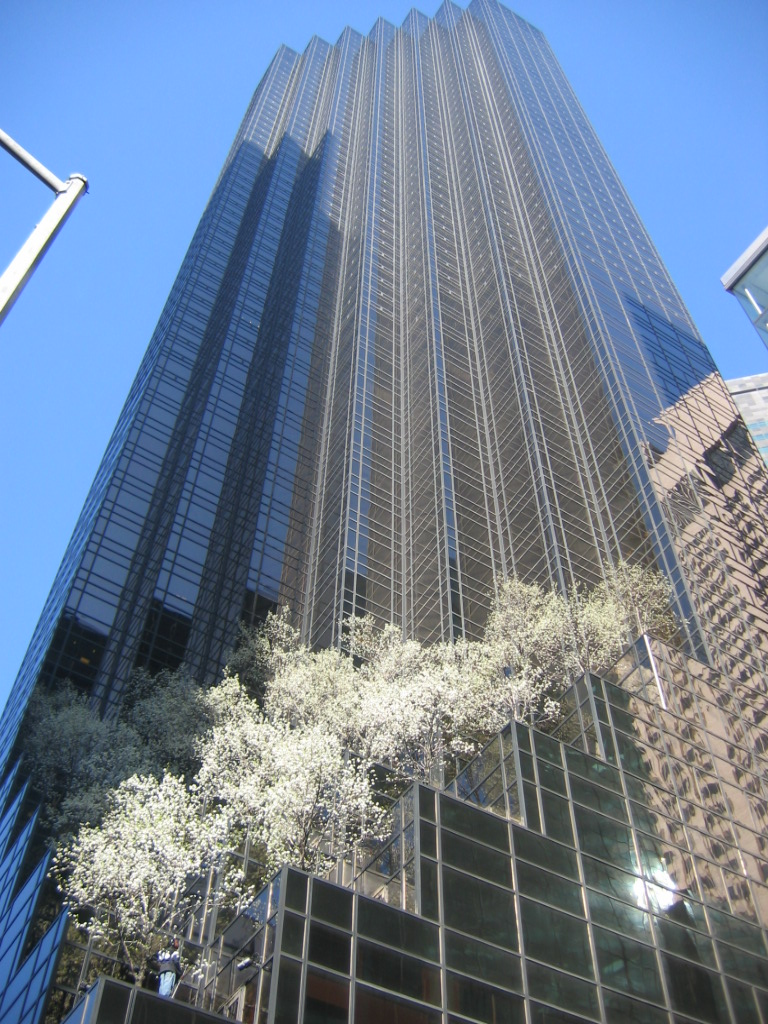
نمایی از برج ترامپ از خیابان پنجم

در اسکات (به انگلیسی: Der Scutt) (۱۷ اکتبر ۱۹۳۴–۱۴ مارس ۲۰۱۰) معمار و طراح تعداد زیادی از ساختمان‌های نیویورک و ایالات متحده آمریکا بود.
او شهرتش را بیشتر به علت طراحی برج ترامپ بدست آورده‌است. اسکات عضو مؤسسه معماران آمریکا بود.

## برخی پروژه‌های کامل شده توسط اسکات
- وان استور پلازا
- ساختمان ۴۰ وال‌استریت